# 卢珏
卢珏（1919年—），男，广东顺德人，中国电影导演，曾任上海电影制片厂、珠江电影制片厂导演，中国电影家协会理事。